# Copperbelt Museum
Das Copperbelt Museum (deutsch etwa: „Museum des Kupfergürtels“) in der sambischen Stadt Ndola wurde 1962 gegründet und erhielt seinen Namen nach der in Sambia und der benachbarten kongolesischen Region Katanga montanwirtschaftlich geprägten Kupferregion Copperbelt. Die Gründungsgruppe, Personen des Zivillebens und der ansässigen Bergbauindustrie, beabsichtigten damit eine Ausstellung über Naturgeschichte zu schaffen, die sich an den Themenfeldern Umwelt, Geologie, Bergbau und Regionalgeschichte orientiert. Das Museum befindet sich in der Buteko Avenue von Ndola.

## Entwicklung
Nach der Unabhängigkeitserklärung Sambias im Jahre 1964 entstand 1966 eine Museumsbehörde (National Museums Board). Das Copperbelt Museum wurde 1968 von dieser Behörde neben dem Livingstone Museum im staatlichen Amtsblatt als zweites Nationalmuseum von Sambia deklariert. Zu dieser Zeit erlebten die Museumssammlungen einen großen Zuwachs an Exponaten, so dass es vom alten Standort im Caravel House in das Bwafwano House auf der Buteko Avenue umzog.
Die weitere Museumsentwicklung nahm einen solchen positiven Verlauf, dass die Einrichtung zunehmend nicht allen Erwartungen mit ihr verbundenen öffentlichen Veranstaltungen entsprechen kann. Daher musste ein neuer Standort gesucht werden, der schließlich nahe dem Kreisverkehr an der Mufulira Road in der Nähe des neuen Fußballstadions (Levy Mwanawasa Stadium) liegen soll. Das gegenwärtige Museumsprofil hat sich zu einem Themenkomplex von Wissenschaft und Technologie entwickelt. Innerhalb dieses Rahmens verfolgt das Copperbelt Museum zwei Schwerpunktziele: die Bewahrung der Bergbau- und Industriedenkmale des Landes sowie die Entwicklung weiterer Wissenschafts- und Technologiemuseen und wissenschaftlich ausgerichteter Bildungszentren.

## Sammlungsbereiche
Innerhalb des Museums sind drei thematische Ausstellungsbereiche der Öffentlichkeit zugänglich:
- Ethnographie und Kunst:[4]

Unter den Exponaten im Bereich Ethnographie befinden sich Musikinstrumente, Tanzmasken und Alltagsgegenstände. Dieser Ausstellungsbereich informiert über die Art und Weise, wie die Völker Sambias die Umwelt zur Materialgewinnung nutzten und damit ihre Wahrnehmungen in der Kunst, Technologie, Wissenschaft, Religion sowie in soziokulturellen Bezügen zum Ausdruck brachten.
- Geologie:[4]

Es werden den Besuchern allgemeine Information über die Historische Geologie der Erde und über Gesteine mit Hilfe des Kreislaufs der Gesteine vorgestellt. Eine geologische Übersichtskarte vermittelt einen Eindruck von den Verhältnissen auf dem Gebiet von Sambia. Weitere Ausstellungsbereiche präsentieren Zeugnisse des präkolonialen Bergbaus und aus der Neuzeit sowie Schaustufen bzw. Schmucksteine von Fundstellen in Sambia. Es werden Formen und Stätten des Kupferbergbaus und die Verhüttung der Erze dargestellt.
- Wechselausstellungen:[4]

Dieser Bereich bietet den Raum für eine flexible Museumsarbeit mit unterschiedlichen Themen.
Im Museum befindet sich auch eine ornithologische Sammlung.

## Publikationen
Stanford Siachoono: Guide to the Copperbelt. Copperbelt Museum (Grafik von Pythias Mbewe), Ndola 2003, Mission Press Ndola.